# Aspisoma fenestrata
Aspisoma fenestrata là một loài bọ cánh cứng trong họ Đom đóm (Lampyridae). Loài này được Blanchard miêu tả khoa học năm 1837.